# 문천상

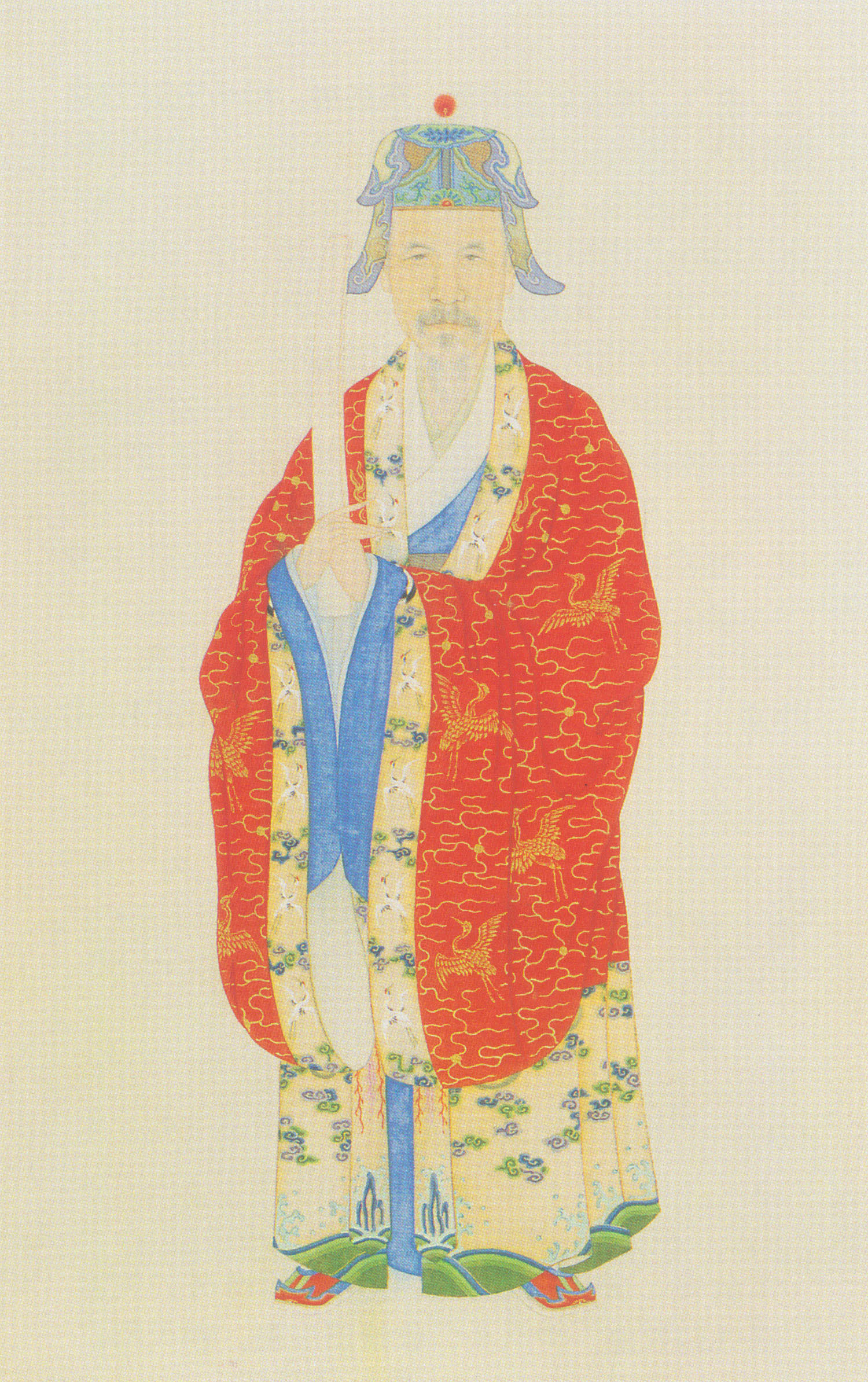
문천상

문천상(중국어: 文天祥, 병음: Wén Tiān xiáng, 1236년 6월 6일 남송 길주(현 강서성 길안시)-1283년 1월 9일 원나라 대도 (현 북경시 동성구)은 남송의 정치가로, 자는 이선(履善)이고 호는 문산(文山)이며 길주(吉州) 여릉(廬陵) 사람이다. 본래 '천상'은 자이고 이름은 운손(雲孫)이었는데, '천상'을 이름으로 삼고 자는 송서(宋瑞)로 바꾸었다. 훗날 다시 자를 '이선'으로 바꾸었다. 육수부와 장세걸과 더불어 송말3걸(宋末三傑)로 알려져있다.

## 생애
1236년에 남송에서 태어나 1255년에 진사에 수석으로 합격하였다. 1259년, 남송이 몽고군의 침입을 받으면서 수도를 옮기려 하자 이를 반대해 면직되었다. 1275년에 의용군을 조직하여 원에 대항했다. 1276년, 원과 강화를 맺기 위해 바얀의 진중으로 갔다가 바얀이 문천상의 기량을 두려워하는 바람에 갇혀 버렸다. 그 사이에 남송이 멸망하였다. 포로로 잡혀 북송되던 도중 탈출하여 도종의 장자 익왕을 받들고 잔병을 모아 싸운다. 1278년, 오파령 전투에서 패하여 장홍범에게 체포되고 만다. 이후, 원나라에서는 장홍범이나 쿠빌라이칸이 관직을 주며 회유하려고 계속 노력했으나 끝까지 이를 거부하였다. 대도로 이송되어 약 3년간 갇혀 있는 동안 옥중에서 정기가를 지었다. 결국 1283년, 충신은 두 주군을 섬기지 않는다는 요지의 말만 되풀이하고 사형이 되었으며 그때 그의 나이 향년 46세였다. 한편 쿠빌라이 칸은 “문천상의 사형을 당장 중지하라”라며, 만류했으나 이 때는 이미 사형당한 후였다고, 《송사》에 적혀있다.

## 평가
문천상은 소수민족의 흡수와 하나의 중국을 표방하기 위한 목적으로 중국을 다스렸던 모든 민족을 끌어안으려는 동북공정의 관점에서 보면 딜레마를 가지고 있는 인물이다. 문천상과 같이 특정 민족을 위해 목숨을 바친 충신의 경우, 이 공정의 관점에서는 충신이 아닌 단순히 중국의 통일 정권수립을 방해한 역적이 되어버리고 만다. 마찬가지로 북송의 충신인 악비의 경우도 논란이 되고 있다. 악비는 여진족의 침입에 맞서 한족 왕조 송나라를 지켜낸 후대의 귀감이 된 만고의 충신이지만, 이 공정의 관점에서는 악비를 다민족 화합을 방해한 역적이라고 깎아내릴 수밖에 없는 것이다.

## 참조 자료
- 김희영 편저-이야기 중국사2

## 같이 보기
- 중국의 재상
- 악비
- 육수부
- 장세걸
- 왕안석
- 사마광
- 범중엄